# 97e division d'infanterie (France)
Pour les articles homonymes, voir 97e division.
La 97e division d'infanterie est une division d'infanterie de l'armée de terre française qui a participé à la Première Guerre mondiale.

## Création et dénomination
- 25 avril 1917 : création de la 97e division d'infanterie, issue de la dissolution de la 97e division d'infanterie territoriale
- 20 janvier 1918 : dissolution et transformation en 2e division de cavalerie à pied

## Chefs de corps
- 25 avril 1917 - 20 janvier 1918 : général Lejaille

## Première Guerre mondiale
Provient de la transformation de la 97e DIT en 97e DI active.

### Composition
- infanterie :

255e Régiment d'Infanterie de mai à octobre 1917 (dissolution)
303e Régiment d'Infanterie de mai 1917 à janvier 1918
334e Régiment d'Infanterie d'octobre 1917 à janvier 1918
335e Régiment d'Infanterie de mai 1917 à janvier 1918
55e Bataillon de Chasseurs à Pied de mai à octobre 1917
- cavalerie :

1 escadron du 3e régiment de dragons mai à juillet 1917
2 escadrons du 6e régiment de chasseurs d'Afrique de juillet 1917 à janvier 1918
- artillerie :

1 groupe de 90 du 54e régiment d'artillerie de mai à juillet 1917
1 groupe de 90 du 56e régiment d'artillerie de mai à juillet 1917
1 groupe de 75 du 59e régiment d'artillerie de mai à juillet 1917
3 groupes de 75 du 273e régiment d'artillerie de juillet 1917 à janvier 1918
101e batterie de 58 du 273e régiment d'artillerie janvier 1918
- génie :

compagnies 17/2T, 17/52T du 2e régiment du génie de mai 1917 à janvier 1918

### Historique

#### 1917
- 27 avril – 26 mai : transport par V.F. dans la région de Ligny-en-Barrois ; instruction vers Souhesme-la-Grande.
- 26 mai – 26 juillet : mouvement vers le front, et, à partir du 1er juin, occupation d'un secteur vers Avocourt et la corne sud-est du bois d'Avocourt :

28 et 29 juin, 17 et 18 juillet : engagements violents.
- 26 juillet – 8 août : retrait du front ; repos et instruction vers Condé-en-Barrois.
- 8 – 30 août : mouvement vers la région de Verdun ; stationnement. Éléments en secteur vers Esnes, engagés dans la 2e Bataille Offensive de Verdun.

20 août : contribution à la prise de la cote 304.
- 30 août – 20 septembre : transport par V.F. dans la région d'Avize ; repos.
- 20 septembre 1917 – 19 janvier 1918 : transport par camions vers le front, puis occupation d'un secteur vers le Téton et Auberive-sur-Suippe.

#### 1918
- 19 – 20 janvier : retrait du front ; le 20 janvier, dissolution (transformation en 2e division de cavalerie à pied).

#### Rattachements
- Affectation organique : isolée de mai 1917 à janvier 1918

- 2e armée

27 avril – 30 août 1917
- 4e armée

30 août 1917 – 20 janvier 1918

### Sources et bibliographie
- AFGG, vol. 2, t. 10 : Ordres de bataille des grandes unités : divisions d'infanterie, divisions de cavalerie, 1924, 1092 p. (lire en ligne).